# Claude Goretta
Claude Goretta (ur. 23 czerwca 1929 w Genewie, zm. 20 lutego 2019 tamże) – szwajcarski reżyser i scenarzysta filmowy. 

## Życiorys
Jego film Zaproszenie (1973) był nominowany do Oscara dla najlepszego filmu nieanglojęzycznego. Szczytowym osiągnięciem Goretty okazała się Koronczarka (1977) z wybitną kreacją Isabelle Huppert. Z kolei Prowincjuszka (1980) z Nathalie Baye i Bruno Ganzem w rolach głównych startowała w sekcji konkursowej na 31. MFF w Berlinie.
Zasiadał w jury konkursu głównego na 31. MFF w Cannes (1978).

## Filmografia
- 1957: Czas rozrywki – reżyser/scenarzysta
- 1970: Le fou – reżyser
- 1973: Zaproszenie – reżyser/scenarzysta
- 1974: Nie taki zły – reżyser/scenarzysta
- 1977: Koronczarka – reżyser/scenarzysta
- 1981: Prowincjuszka – reżyser/scenarzysta
- 1983: Śmierć Maria Ricciego – reżyser/scenarzysta
- 1985: Orfeo – reżyser
- 1987: Gdyby słońce nie powróciło – reżyser/scenarzysta
- 1992: L'ombre – reżyser/scenarzysta